# ركض المسافات الطويلة
ركض المسافات الطويلة أو الجري لمسافات طويلة إحدى رياضات ألعاب القوى وتتكون من مجموعة من سباقات متتالية تمتد على الاقل إلى 5 كيلومتر.